# Oskar Nordlander
Oskar Nordlander, född 6 mars 1884 i Gnarps socken, död 12 mars 1953 i Stockholm, var en svensk militärläkare.
Oskar Nordlander var son till kyrkoherden Anders Nordlander. Han avlade mogenhetsexamen i Hudiksvall 1904, blev medicine kandidat vid Karolinska Institutet 1908 och medicine licentiat där 1914. Efter underläkartjänstgöring i Gävle samt förordnanden bland annat i gynekologi och obstetrik var han assistent hos den ansedde magläkaren G. Olin 1917–1920. Från 1920 drev han egen praktik i Stockholm. Han gjorde sig främst känd som militärläkare. Nordlander blev stipendiat i Fältläkarkårens reserv 1910 och vid Fältläkarkåren 1912, extra bataljonsläkare där 1914, regementsläkare och byråassistent i Arméförvaltningens sjukvårdsstyrelse 1917 och fältläkare i Fältläkarkåren 1930. 1930 utnämndes han till överfältläkare och chef för fältläkarbyrån i Arméförvaltningens sjukvårdsstyrelse och 1943 till generalfältläkare samt var från 1944 byråöverläkare och chef för hälso- och sjukvårdsbyrån i Försvarets sjukvårdsförvaltning. Nordlander var föredragande inom Flygstyrelsen i ärenden angående Svenska flygvapnets hälso- och sjukvård 1927–1931 samt utarbetade bestämmelser angående läkarundersökningar med mera av flygare vid flygvapnet 1930 och av civilflygare 1931. Nordlander var fullmäktig i Sveriges läkarförbund 1932–1945 och ledamot av Svenska Röda Korsets överstyrelse 1932–1935. Han företog en mängd utländska studieresor bland annat till Grekland (under Balkankrigen 1912–1913), Tyskland och Belgien 1915, till Schweiz 1920, till Tyskland 1930 och 1940 samt till Finland 1941 och 1943. Han publicerade ett flertal militärmedicinska arbeten. 1935 invaldes han i Krigsvetenskapsakademien.